# Vlado Mallý
Vlado Mallý (* 14. července 1946) je slovenský bubeník. V letech 1966–1968 byl členem rockové skupiny The Soulmen a nahrál s ní i jejich jediné EP. Po rozpadu skupiny The Soulmen se stává členem skupiny Prúdy, se kterou nahrál jejich debutové album Zvoňte, zvonky, krátce po vydání tohoto alba ze skupiny odchází, i když se podílel i na jejich albu Pokoj vám (1969), které vyšlo až v roce 1998.